# Anthus nyassae
Anthus nyassae là một loài chim trong họ Motacillidae.